# Kennesaw
Kennesaw es una ciudad situada en el  Condado de Cobb, en el estado de Georgia, Estados Unidos.  La población era de 21.675 habitantes según el censo del año 2000. Según estimaciones del 2005, la población sería de 30.522 habitantes. El nombre original de la ciudad era el de Big Shanty,y en la actualidad está considerada una zona residencial de Atlanta. La localidad está situada en las coordenadas 34°01′30″N 84°36′57″O / 34.02500, -84.61583
La ciudad fue elegida por la revista Family Circus como una de las 10 mejores ciudades para vivir para las familias, en agosto de 2007.
Pero la ciudad realmente es conocida en el mundo por su ley que exige a cada residente poseer un arma de fuego; esta norma ha sido objeto de comentarios en la prensa internacional, p.ej. Financial Times.
La Kennesaw State University está situada en Kennesaw tanto como el Southern Museum of Civil War and Locomotive History (Museo del Sur de la Historia de la Guerra Civil y de las Locomotoras).

## Historia

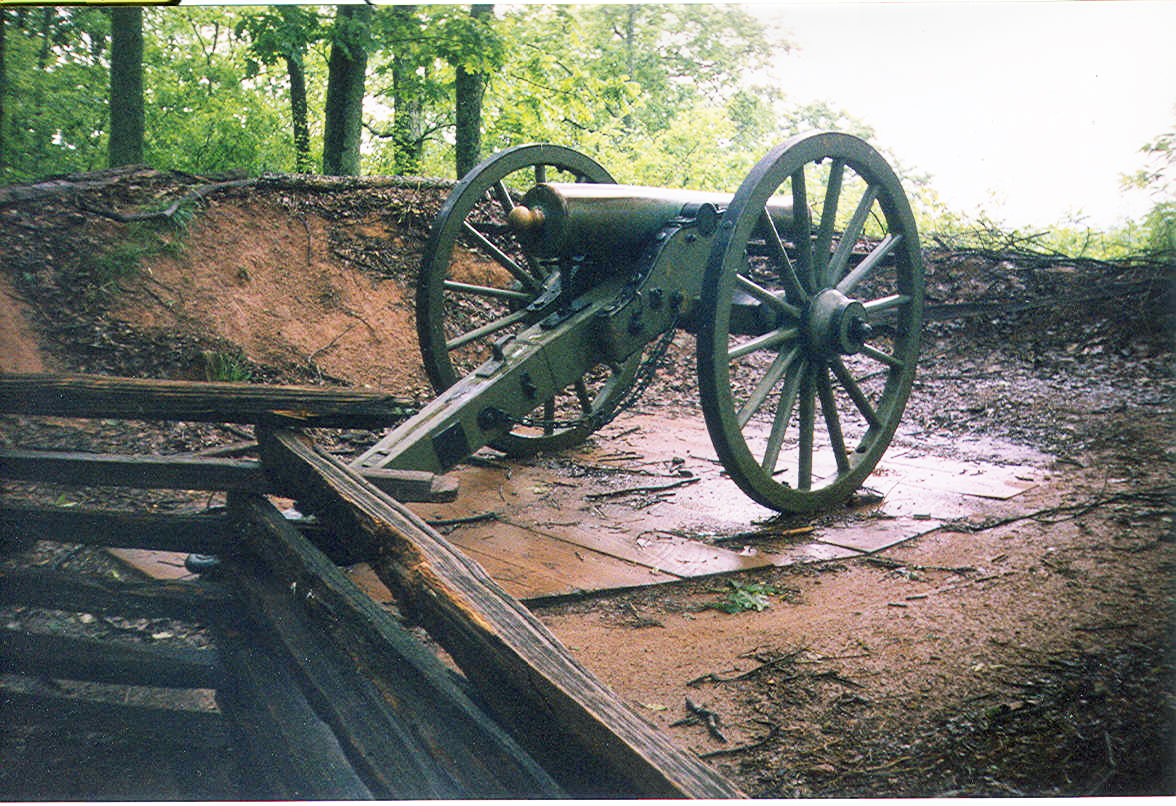
Cañón en la montaña de Kennesaw.

Durante la guerra civil estadounidense, Big Shanty fue el lugar donde se desarrolló la Batalla de Kennesaw Mountain, una de las que se sucedieron en la campaña de Atlanta. En la zona de la montaña de Kennesaw se creó posteriormente un parque natural recordando aquella batalla, aunque mucha de su extensión ha sido saqueada de todo tipo de objetos que allí permanecían desde la batalla. El pico de la montaña es el punto más alto del área metropolitana de Atlanta, con 551 metros de altitud. La ciudad fue rebautizada tomando el nombre de dicho pico.
En el centro de la ciudad también existe un museo dedicado a la guerra Civil en el sur y la historia de la locomotora, donde se conservan piezas ferroviarias que fueron testigo directo de muchas batallas.

## Geografía
Kennesaw está situada en las coordenadas 34°1′31″N 84°36′57″O / 34.02528, -84.61583. Según la Oficina del Censo de los Estados Unidos, tiene un área total de 22,0 km², de los cuales 21,9 km² son de tierra y menos de 0,2 km² (el 0,82%) son de agua.

## Demografía
Según el censo del año 2000, había 21.675 habitantes, 8.099 viviendas y 5.782 familias residiendo en la ciudad. La densidad de población era de  991.6/km². en cuanto a las razas, el 81,97% de la población era de raza blanca, el 9,90% afroamericanos, el 2,91% asiáticos y el resto de otras etnias. El total de población de origen hispano era del 6,20%.

## Normativa de armas de fuego
Kennesaw es un municipio conocido por su singular legislación sobre armas de fuego, aprobada en respuesta a la prohibición de armas de Morton Grove (Illinois). En 1982, la ciudad aprobó una ordenanza que establece:
(a) Con el fin de garantizar la rápida gestión de las emergencias de la ciudad y para garantizar y proteger la seguridad, la protección y el bienestar general de la ciudad y de sus habitantes, todo cabeza de familia que resida en los límites de la municipalidad deberá poseer un arma de fuego, así como la munición para la misma.
(b) Quedan exentos de los términos de esta sección los cabezas de familia que sufran una discapacidad física o mental que les prohíba utilizar dicha arma de fuego. También estarán exentos de la obligación de la presente sección, los cabezas de familia que sean indigentes  o que se opongan conscientemente a mantener armas de fuego como consecuencia de creencias o doctrina religiosa, o las personas condenadas por un delito grave.